# Hawajka szkarłatna
Hawajka szkarłatna (Himatione fraithii) – gatunek małego ptaka z rodziny łuszczakowatych (Fringillidae). Występował endemicznie na wyspie Laysan wchodzącej w skład Północno-Zachodnich Wysp Hawajskich; wymarł w 1923.

## Taksonomia
Po raz pierwszy gatunek opisał Walter Rothschild w 1892 na łamach „The Annals and magazine of natural history”. Nowemu gatunkowi nadał nazwę Himatione fraithii. Holotyp odłowił na Laysan Henry Palmer 18 czerwca 1892. Choć w pierwszym opisie gatunku Rothschild użył epitetu gatunkowego fraithii, w The avifauna of Laysan and the neighbouring islands zamienił go na freethi. Pochodzenie tego epitetu nie jest jasne. Być może upamiętnia George’a Douglasa Freetha, zarządcę wyspy Laysan i dyrektora firmy wydobywającej na niej guano. Łącznie w literaturze pojawiły się 4 różne epitety gatunkowe: fraithii, freethi, fraithi i freethii. Międzynarodowy Komitet Ornitologiczny (IOC) uznaje nazwę Himatione fraithii.
Niektórzy autorzy uznają hawajkę szkarłatną i karminową (H. sanguinea) za jeden gatunek; IOC uznaje ją jednak za odrębny gatunek. Po raz pierwszy takiej klasyfikacji dokonał Ernst Hartert w 1919, uznawało ją wielu XX-wiecznych ornitologów. Olson & James (1982) zaproponowali podniesienie hawajki szkarłatnej do rangi gatunku, co poparli późniejsi autorzy (m.in. Pratt & Pratt [2001], James [2004] & Pratt [2005]).

## Morfologia
Długość ciała 13–15 cm. U holotypu długość górnej krawędzi dzioba wyniosła około 14 mm, długość skrzydła 67 mm, długość ogona 60 mm, długość skoku 23 mm. Broda, gardło, pierś i górna część brzucha jaskrawa, szkarłatna ze złotopomarańczowym nalotem. Wierzch ciała pomarańczowoczerwony. Niższa część brzucha popielata. Pokrywy podogonowe szarawe. Skrzydła, ogon, dziób, nogi i stopy ciemnobrązowe. Tęczówka czarna. Samica upierzona była podobnie jak samiec, ale nieco mniej intensywnie.

## Zasięg, ekologia
Hawajka szkarłatna była endemitem wyspy Laysan. Według Palmera hawajki te zwykle przebywały w parach, poruszały się bardzo energicznie. Żywiły się owadami i nektarem. Pieśń składała się z kilku niskich dźwięków, była przyjemna w odbiorze. Freeth przekazał Palmerowi, że najlepiej rozwinięte pieśni hawajki te śpiewały w styczniu i lutym, do tego o tej porze roku u hawajek szkarłatnych na głowie pojawiał się złoty połysk. Zdaniem Palmera właśnie wtedy trwał sezon lęgowy tych ptaków.

## Status
IUCN uznaje gatunek za wymarły (EX, Extinct). Tragiczne w skutkach dla hawajek okazało się wprowadzenie na wyspę królików, które wyjadły większość roślinności wyspy. Na wyspie około 1890 rozpoczęto wydobycie guana. W 1904 okazało się, że kopalnie są nierentowne, w związku z czym zadecydowano o wprowadzeniu na wyspę królików, aby sprzedawać ich mięso. Do 1923 króliki zjadły całą roślinność na wyspie, pozostawiając jedynie piaszczysty obszar z pojedynczymi drzewami. W 1911 populacja tych ptaków wynosiła około 300 osobników. Do 1923 przeżyły trzy, zaobserwowali je członkowie ekspedycji Tanager (m.in. Alexander Wetmore). W 1923 wyspę nawiedził silny sztorm, podczas którego padły ostatnie 3 hawajki szkarłatne.